# Lichtenhainský vodopád
Lichtenhainský vodopád (německy Lichtenhainer Wasserfall) je uměle vybudovaný vodopád na Lichtenhainském potoku (Lichtenhainerbach) v Křinickém údolí v pískovcových skalách těsně před jeho soutokem s říčkou Křinice. Nachází se jižně od vsi Lichtenhain v Saském Švýcarsku.

## Poloha
Vodopád se nalézá v údolí říčky Křinice asi 1,5 km jižně od vesnice Lichtenhain a asi 6 km východně od městečka Bad Schandau. Kolem vodopádu prochází silnice č. S 165, tzv. Kirnitzschtalstrasse z Bad Schandau do Sebnitz. V blízkosti vodopádu se nachází konečná stanice tramvaje Kirnitzschtalbahn.

## Dějiny
Původní přírodní malý vodopád byl zmíněn již v roce 1812 v kronice Saského Švýcarska od saského kronikáře Wilhelma Götzingera. V roce 1830 došlo pro zvýšení atraktivity údolí k jeho zvětšení vybudováním kanálu a hráze spolu s možností regulace průtoku vodopádu otevřením hráze po zaplacení poplatku. V roce 1852 byl pod vodopádem vybudován hostinec.

## Cíle v okolí
- Kuhstall
- Malerweg – panoramatická vyhlídková trasa
- Affensteine
- Frienstein
- Kleiner Winterberg
- Großer Winterberg

## Galerie

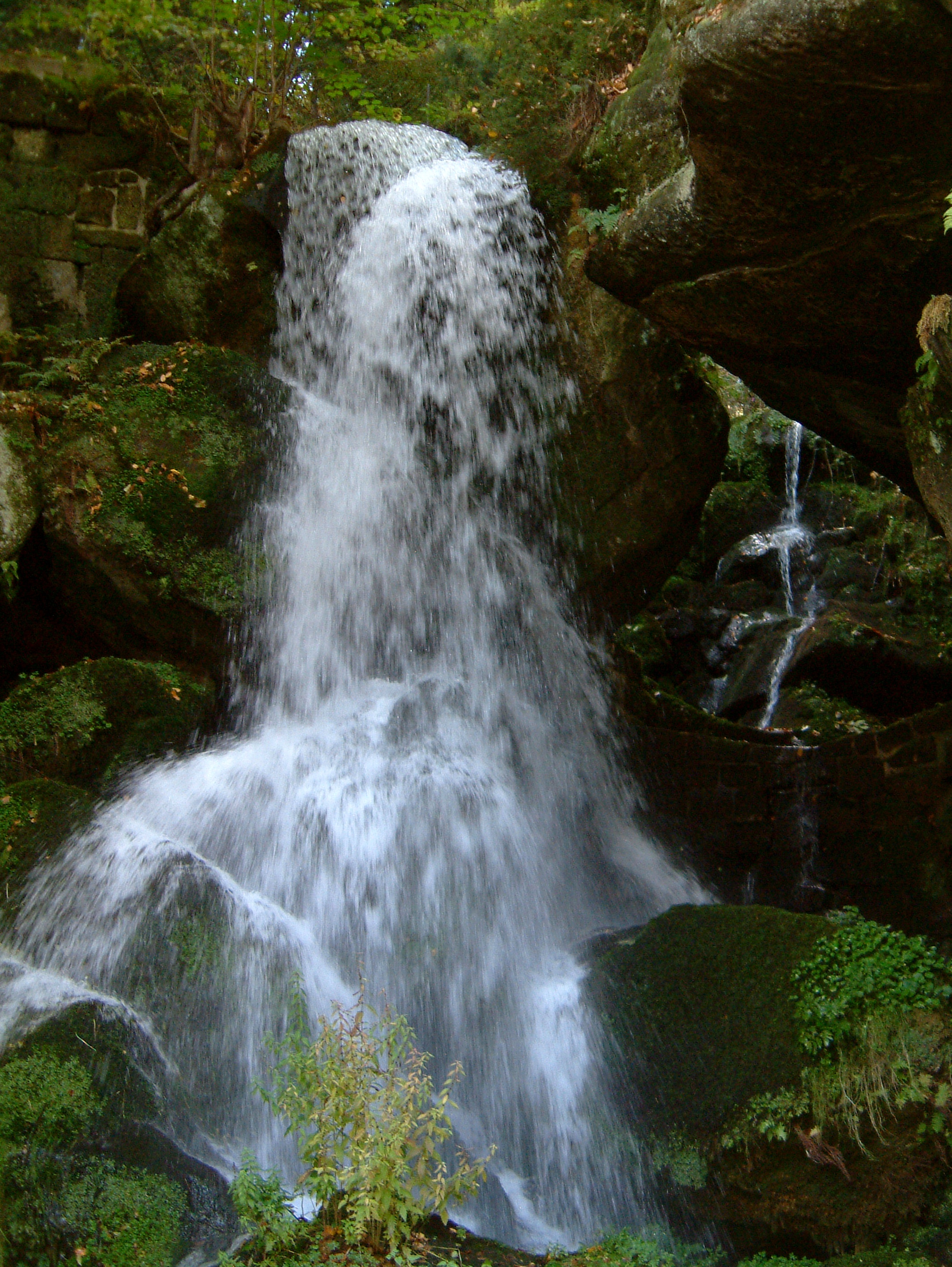
Lichtenhainský vodopád po otevření propusti
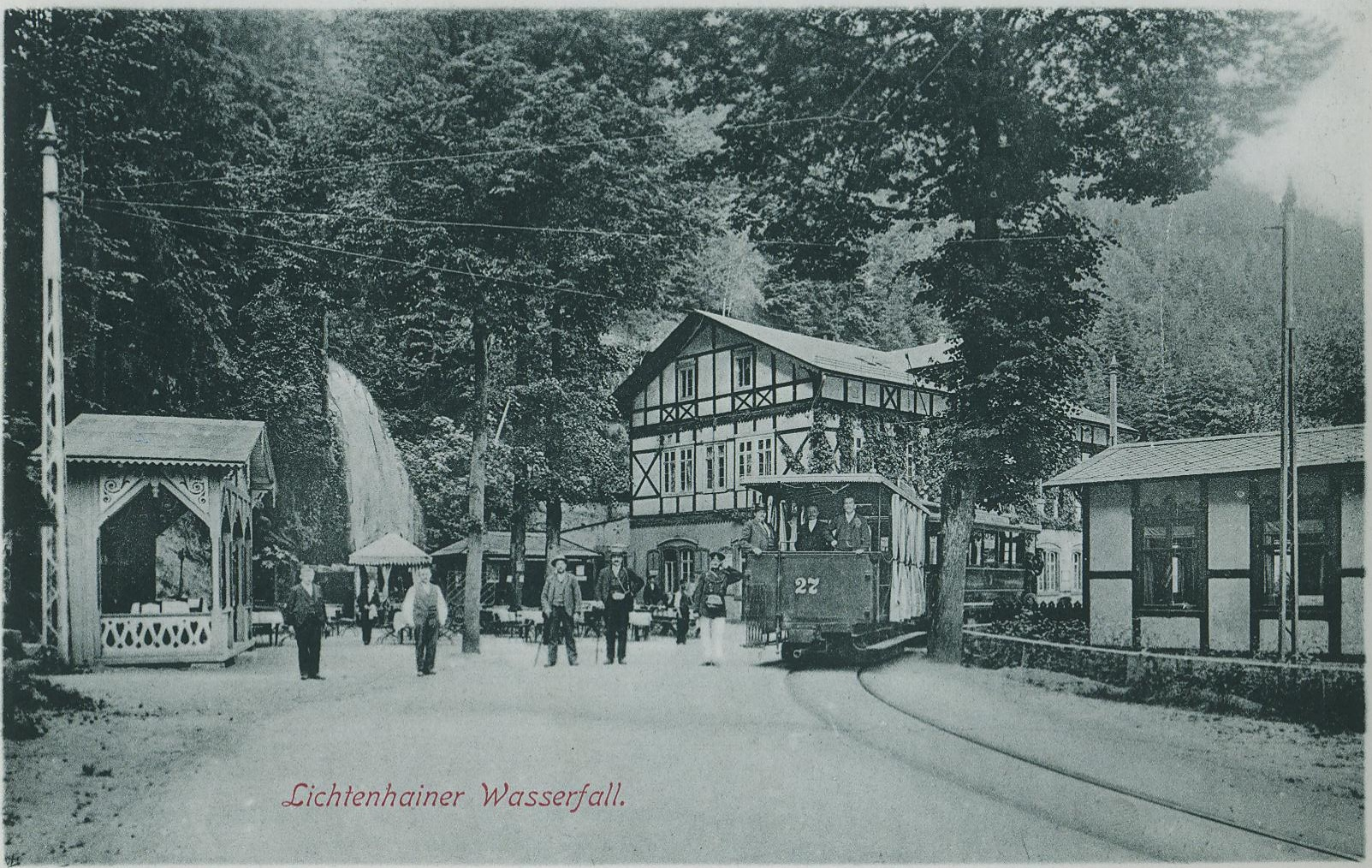
Hostinec u Lichtenhainského vodopádu (okolo roku 1900)
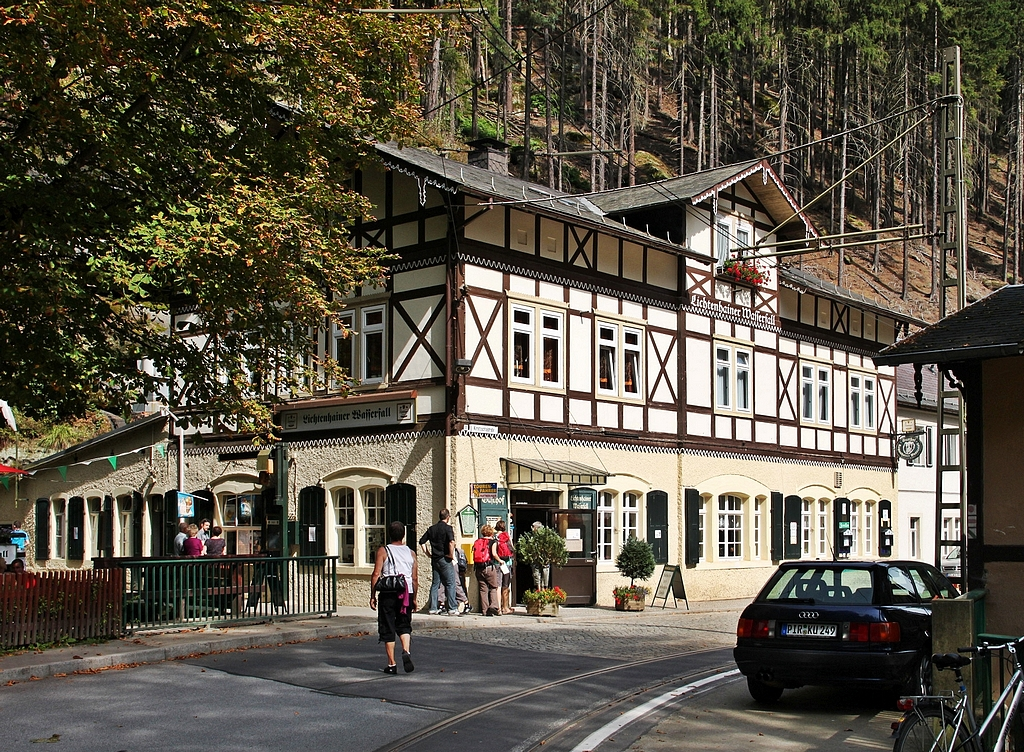
Hostinec u Lichtenhainského vodopádu (2011)